# Кэррингтон, Лиза
Дама Ли́са Мэри Кэ́ррингтон (англ. Lisa Marie Carrington; род. 23 июня 1989, Тауранга, Бей-оф-Пленти[…]) — новозеландская гребчиха на байдарках, 8-кратная олимпийская чемпионка (2012, 2016, 2020, 2024), 15-кратная чемпионка мира в 2011—2023 годах. Рекордсменка среди новозеландцев по количеству олимпийских медалей, как золотых, так и в сумме. Лидирует по количеству золотых олимпийских наград среди всех жителей Южного полушария. Делит рекорд по золотым олимпийским наградам в истории гребли на байдарках и каноэ с Биргит Фишер. Дама-компаньон новозеландского ордена Заслуг (DNZM, 2022).

## Биография

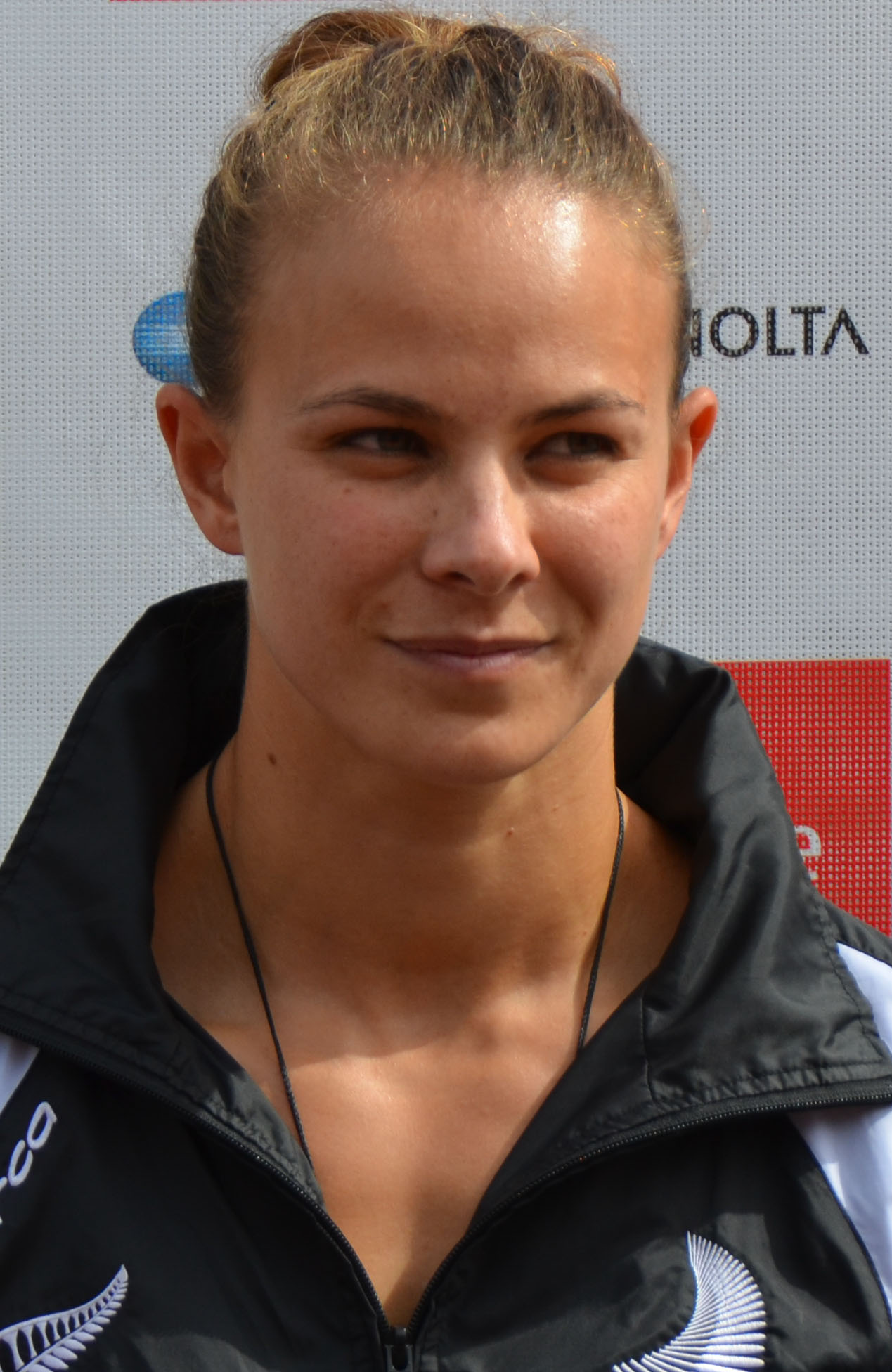
2013 год

Лиса Кэррингтон родилась в 1989 году в Тауранге, впоследствии жила в Факатане. Родителей зовут Пэт и Глинис. Отец Пэт принадлежит к народу маори. У Лисы есть брат Бретт. В 2022 году вышла замуж за своего давнего друга Майкла Бака.
В 2009 году новозеландка в паре с Тинейл Хаттон завоевала первую медаль мирового кубка, завоевав бронзу на соревнованиях в Сегеде на километровой дистанции. В той же дисциплине Кэррингтон спустя год одержала первую в карьере победу в Виши.
В том же году на чемпионате мира в Познани новозеландский дуэт занял девятое место на дистанции 1000 м в байдарке двойке. В 2011 году на первенстве в Сегеде Кэррингтон выиграла золото в личном заезде на спринтерской дистанции 200 м, став первой новозеландкой, ставшей чемпионкой мира по гребле на байдарке.
На Олимпиаде в Лондоне Кэррингтон выступала в двух видах программы. В двойке на дистанции 500 м она выступила с Эрин Тейлор и стала седьмой. А в байдарке-одиночке на 200 м новозеландка стала сильнейшей, завоевав звание олимпийской чемпионки.
На чемпионатах мира в Дуйсбурге и Москве Кэррингтон доказывала что является сильнейшей на дистанции 200 м, завоевав на коронной дистанции два золота, а также выиграв бронзу и серебро на 500 м.
В 2012 году Лису Кэррингтон признали лучшей маорийской спортсменкой года, а в 2013 году она стала кавалером ордена Заслуг.
В 2021 году на перенесённых из-за пандемии коронавируса Олимпийских играх в Токио завоевала три золотые медали — на дистанциях 200 м и 500 м в байдарке-одиночке и на 500 м в байдарке-двойке c Кейтлин Регал, став самым титулованным новозеландским спортсменом.
На чемпионате мира 2022 года в канадском Дартмуте вновь выиграла золото на дистанциях 200 и 500 метров в одиночках. На чемпионате мира 2023 года в Дуйсбурге завоевала три золотые медали.
На Олимпийских играх 2024 года в Париже завоевала золото в байдарках-четвёрках, байдарках-двойках и байдарке-одиночке, доведя общее количество своих олимпийских побед до 8. Кэррингтон стала седьмой женщиной в истории, выигравшей за карьеру не менее 8 золотых олимпийских наград. Она также сравнялась по количеству золотых наград с рекордсменкой в истории гребли на байдарках и каноэ Биргит Фишер.

### Результаты Кэррингтон на Олимпийских играх
| Дисциплина              | 2012 | 2016 | 2020 | 2024 |
| ----------------------- | ---- | ---- | ---- | ---- |
| Байдарки-одиночки 200 м | 1    | 1    | 1    | н/д  |
| Байдарки-одиночки 500 м | —    | 3    | 1    | 1    |
| Байдарки-двойки 500 м   | 7    | —    | 1    | 1    |
| Байдарки-четвёрки 500 м | —    | —    | 4    | 1    |